# Rumänische Badminton-Juniorenmeisterschaft
Rumänische Badminton-Juniorenmeisterschaften werden seit 1990 ausgetragen.

## Die Titelträger
| Saison    | Herreneinzel              | Dameneinzel           | Herrendoppel                                | Damendoppel                                   | Mixed                                         |
| --------- | ------------------------- | --------------------- | ------------------------------------------- | --------------------------------------------- | --------------------------------------------- |
| 1990      | Felix Dirjan              | Animona Sandor        | Marcel Stoica Adrian Olteanu                | Mariana Nica Alina Pieptu                     | Radu Botezatu Mariana Nica                    |
| 1991      | Sorin Cosarca             | Mariana Nica          | Florin Posteucă Harald Reimholz             | Mariana Nica Alina Pieptu                     | Sorin Cosarca Alina Pieptu                    |
| 1992      | Sorin Cosarca             | Alina Pieptu          | Florin Posteucă Harald Reimholz             | Mariana Nica Alina Pieptu                     | Sorin Cosarca Alina Pieptu                    |
| 1993      | Florin Posteucă           | Gabriela Somogyi      | Florin Posteucă Valentin Hahuie             | Mariana Nica Alina Pieptu                     | Florin Posteucă Zlatica Petrov                |
| 1994      | Valentin Hahuie           | Sofia Ovejan          | Bogdan Milon Daniel Cojocaru                | Sofia Ovejan Loredana Zelei                   | Valentin Hahuie Loredana Zelei                |
| 1995      | Radu Milevschi            | Loredana Zelei        | Dan Verives Dragos Mihailide                | Loredana Zelei Georgeta Flutur                | Daniel Cojocaru Cristina Malinas              |
| 1996      | Daniel Cojocaru           | Carmen Blanaru        | Alexandru Rosca Cristinel Cojocaru          | Alina Pitu Carmen Blanaru                     | Cristinel Cojocaru Loredana Zelei             |
| 1997      | Cristinel Cojocaru        | Alexandra Olariu      | Alexandru Rosca Cristinel Cojocaru          | Adina Posteucă Eleonora Gheju                 | Cristinel Cojocaru Alexandra Olariu           |
| 1998      | Cristinel Cojocaru        | Alexandra Olariu      | Alexandru Rosca Cristinel Cojocaru          | Catalina Miron Alexandra Olariu               | Cristinel Cojocaru Alexandra Olariu           |
| 1999      | Radu Carlan               | Alexandra Olariu      | Alexandru Rosca Cristinel Cojocaru          | Carmen Blanaru Irina Popescu                  | Cristinel Cojocaru Alexandra Olariu           |
| 2000      | Radu Carlan               | Alexandra Olariu      | Radu Carlan Daniel Ivan                     | Carmen Blanaru Alexandra Olariu               | Ciprian Straut Irina Popescu                  |
| 2001      | Ciprian Straut            | Alexandra Olariu      | Daniel Ivan Alin Galan                      | Alexandra Olariu Florentina Popa              | Ciprian Straut Alexandra Olariu               |
| 2002      | Florin Patroaica          | Florentina Petre      | Florin Patroaica Andrei Luchian             | Eliza Condrea Simona Onodi                    | Adrian Luchian Florentina Petre               |
| 2003      | Florin Patroaica          | Emanuela Avramut      | Florin Patroaica Andrei Luchian             | Diana Apostu Eliza Condrea                    | Ionut Gradinaru Alexandra Agu                 |
| 2004      | Ionut Gradianru           | Alexandra Agu         | Ionut Gradinaru Valentin Constantin         | Alexandra Agu Dumitru Ruxandra                | Ionut Gradinaru Alexandra Agu                 |
| 2005      | Ionut Gradianru           | Magda Lozniceriu      | Ionut Gradinaru Valentin Constantin         | Daniela Branza Violeta Ristea                 | Ionut Gradinaru Valentina Balmus              |
| 2006      | Marius Corciuc            | Magda Lozniceriu      | Marius Corciuc Valentin Constantin          | Magda Lozniceriu Madalina Prioteasa           | Valentin Constantin Daniela Branza            |
| 2007      | Marius Corciuc            | Magda Lozniceriu      | Marius Corciuc Fabian Silaghi               | Magda Lozniceriu Madalina Prioteasa           | Marius Corciuc Sonia Olariu                   |
| 2008      | Marius Corciuc            | Sonia Olariu          | Marius Corciuc Andreas Niemersheim          | Sonia Olariu Sabrina Csehak                   | Marius Corciuc Sonia Olariu                   |
| 2009      | Andreas Niemersheim       | Sonia Olariu          | Mircea Vasiu Radu Vasiu                     | Sonia Olariu Beatrice Csehak                  | Radu Vasiu Sonia Olariu                       |
| 2010      | Blanita Alexandru         | Sonia Olariu          | Valentin Constantin Adrian Dereli           | Sonia Olariu Stefan Alexandra                 | Andreas Niemersheim Sonia Olariu              |
| 2011      | Adrian Dereli             | Adelina Marin         | Blanita Alexandru Ica Eduard                | Teodora Badiu Adelina Marin                   | Ionascu Catalin Marin Adelina                 |
| 2012      | Andreas Thiel             | Andra Olariu          | Blanita Alexandru Ica Eduard                | Nitu Miruna Adelina Marin                     | Ionascu Catalin Marin Adelina                 |
| 2013      | Collins Valentine Filimon | Catalina Simionescu   | Collins Valentine Filimon Blanita Alexandru | Soraia Askari Catalina Simionescu             | Alexandru Blanita Andra Olariu                |
| 2014      | Collins Valentine Filimon | Andra Olariu          | David Nitu Cosmin Panfil                    | Andra Olariu Catalina Simionescu              | Collins Valentine Filimon Catalina Simionescu |
| 2015      | Collins Valentine Filimon | Andra Olariu          | Collins Valentine Filimon Grosu Mihai       | Andra Olariu Catalina Simionescu              | Collins Valentine Filimon Catalina Simionescu |
| 2016      | Daniel Popescu            | Andra Olariu          | Florentin Gisca Mihai Grosu                 | Maria Duțu Ioana Grecea                       | Mihai Grosu Maria Duțu                        |
| 2017      | Daniel Popescu            | Maria Duțu            | Daniel Popescu Cosmin Hincu                 | Maria Duțu Ioana Grecea                       | Daniel Popescu Maria Duțu                     |
| 2018      | Daniel Popescu            | Maria Duțu            | Daniel Popescu Cosmin Hincu                 | Loredana Lungu Luiza Milu                     | Daniel Popescu Loredana Lungu                 |
| 2019      | Mihnea Craciun            | Ioana Grecea          | Paul Harangus Victor Zarzu                  | Maria Duțu Ioana Grecea                       | Petre Comaneanu Loredana Lungu                |
| 2020 2021 | nicht ausgetragen         | nicht ausgetragen     | nicht ausgetragen                           | nicht ausgetragen                             | nicht ausgetragen                             |
| 2022      | Luca-Stefan Pandele       | Andra-Gabriela Stoica | Luca-Stefan Pandele Dinu-Nicholas Pandele   | Laura-Mihaela Constantin Denisa-Maria Muscalu | Dinu-Nicholas Pandele Andra-Gabriela Stoica   |
| 2023      | Dinu-Nicholas Pandele     | Anamaria Serban       | Cosmin Anton Albert-Cristian Constantinof   | Anamaria Serban Andra-Gabriela Stoica         | Cosmin Anton Laura-Mihaela Constantin         |
| 2024      | George-Alexandru Mocan    | Andra-Gabriela Stoica | George-Alexandru Mocan Dragos-Gabriel Nita  | Paola Ginga Andra-Gabriela Stoica             | George-Alexandru Mocan Cristina-Maria Sirbu   |